# 밸러리 홉슨

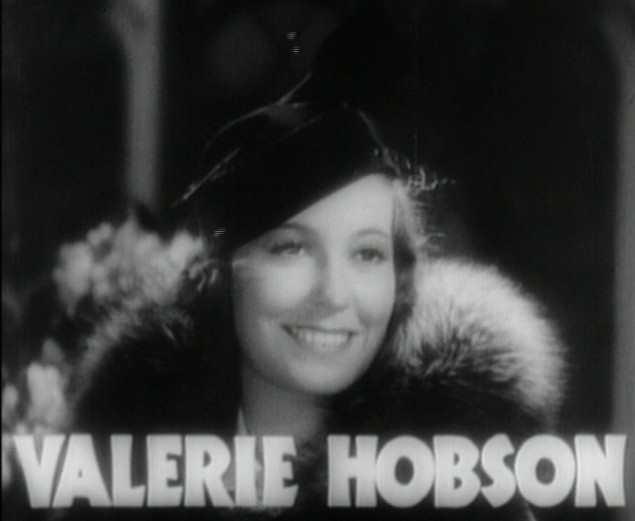

밸러리 홉슨(영어: Valerie Hobson, 1917년 4월 14일~1998년 11월 13일)은 영국의 영화배우이다.
란에서 태어났으며 웨스트민스터에서 사망하였다. 사인은 심근 경색이다.

## 영화
- 밀회 (1954년)
- 덴리 시장이 되다 (1952년)
- 목마와 소년 (1950년)
- 친절한 마음과 화관 (1949년)
- 디 이어즈 비트윈 (1946년)
- 위대한 유산 (1946년)
- 타투의 모험 (1943년)
- 콘트러밴드 (1940년)
- 스파이 인 블랙 (1939년)
- 사라진 비행사들 (1939년) - 케이 로렌스 역
- 드럼 (1938년)
- 런던의 늑대인간 (1935년)
- 프랑켄슈타인 2 - 프랑켄슈타인의 신부 (1935년)
- 히스 로드쉽 (1932년)